# GP2 maláj nagydíj
A GP2 maláj nagydíjat első alkalommal 2012-ben rendezték meg, miután a GP2 egyesült a GP2 Asia Series-zel.

## Időmérőedzés nyertesek
| Év   | Pilóta           | Csapat       | Idő      | Összefoglaló              |
| ---- | ---------------- | ------------ | -------- | ------------------------- |
| 2012 | Davide Valsecchi | DAMS         | 1.45:494 | 2012-es GP2 maláj nagydíj |
| 2013 | Stefano Coletti  | Rapax        | 1.44:280 | 2013-as GP2 maláj nagydíj |
| 2016 | Pierre Gasly     | Prema Racing | 1.42:181 | 2016-os GP2 maláj nagydíj |

## Nyertesek
| Év   | Főverseny nyertese | Nyertes csapat      | Sprintverseny nyertese | Nyertes csapat |
| ---- | ------------------ | ------------------- | ---------------------- | -------------- |
| 2012 | Luiz Razia         | Arden International | James Calado           | Lotus GP       |
| 2013 | Fabio Leimer       | Racing Engineering  | Stefano Coletti        | Rapax          |
| 2016 | Antonio Giovinazzi | Prema Racing        | Luca Ghiotto           | Trident Racing |

## Leggyorsabb körök
| Év   | Főverseny leggyorsabb köre | Csapat         | Idő      | Sprintverseny leggyorsabb köre | Csapat               | Idő      |
| ---- | -------------------------- | -------------- | -------- | ------------------------------ | -------------------- | -------- |
| 2012 | Davide Valsecchi           | DAMS           | 1:49.246 | Fabrizio Crestania             | Venezuela GP Lazarus | 1:50.690 |
| 2013 | Sam Bird                   | Russian Time   | 1:48.777 | Stefano Coletti                | Rapax                | 1:50.253 |
| 2016 | Macusita Nobuharub         | ART Grand Prix | 1:45.417 | Sergio Canamasasc              | Carlin               | 1:45.066 |

Megjegyzések:
- a: A pontot Haryanto (Carlin) kapta.
- b: A pontot Szirotkin (ART) kapta.
- c: A pontot Gasly (Prema) kapta.

## Debütáló pilóták
| Év   | Pilóta              | Csapat                  |
| ---- | ------------------- | ----------------------- |
| 2012 | Nathanaël Berthon   | Racing Engineering      |
| 2012 | James Calado        | Lotus GP                |
| 2012 | Tom Dillmann        | Rapax                   |
| 2012 | Rio Haryanto        | Carlin                  |
| 2012 | Jon Lancaster       | Ocean Racing Technology |
| 2012 | Nigel Melker        | Ocean Racing Technology |
| 2012 | Felipe Nasr         | DAMS                    |
| 2012 | Fabio Onidi         | Scuderia Coloni         |
| 2012 | Giancarlo Serenelli | Venezuela GP Lazarus    |
| 2012 | Simon Trummer       | Arden International     |
| 2013 | Daniel Abt          | ART Grand Prix          |
| 2013 | Mitch Evans         | Arden International     |
| 2013 | Ma Csinghua         | Caterham Racing         |
| 2013 | Kevin Giovesi       | Venezuela GP Lazarus    |
| 2013 | Adrian Quaife-Hobbs | MP Motorsport           |
| 2013 | Conor Daly          | Hilmer Motorsport       |